# Gran Premio Città di Camaiore 1971
Il Gran Premio Città di Camaiore 1971, ventitreesima edizione della corsa, si svolse il 16 giugno 1971 su un percorso di 223 km, con partenza e arrivo a Camaiore. La vittoria fu appannaggio del belga Eddy Merckx, che completò il percorso in 5h30'35", alla media di 40,474 km/h, precedendo gli italiani Felice Gimondi ed Enrico Paolini.

## Ordine d'arrivo (Top 10)
| Pos. | Corridore         | Squadra      | Tempo    |
| ---- | ----------------- | ------------ | -------- |
| 1    | Eddy Merckx       | Molteni      | 5h30'35" |
| 2    | Felice Gimondi    | Salvarani    | s.t.     |
| 3    | Enrico Paolini    | Scic         | a 0'35"  |
| 4    | Ole Ritter        | Dreher       | s.t.     |
| 5    | Tomas Pettersson  | Ferretti     | s.t.     |
| 6    | Enrico Maggioni   | Cosatto      | s.t.     |
| 7    | Aldo Moser        | G.B.C.-Zimba | s.t.     |
| 8    | Luigi Castelletti | Molteni      | a 1'43"  |
| 9    | Michele Dancelli  | Scic         | s.t.     |
| 10   | Jos Huysmans      | Molteni      | s.t.     |